# Fragile (album Fiorella Mannoia)
Fragile è un album pubblicato il 1º febbraio 2001 da Fiorella Mannoia, prodotto e arrangiato da Piero Fabrizi per la Durlindana (Catalogo: COL 4998942) e distribuito dalla Sony BMG. Nell'album Fiorella Mannoia ha riproposto Il pescatore, una delle canzoni più note del cantautore genovese Fabrizio De André, portandolo di nuovo al successo. Nell'album è compreso anche un duetto con Francesco De Gregori in L'uccisione di Babbo Natale, brano da lui composto.

## Tracce
1. Fragile – 6:01 (Piero Fabrizi; edizioni musicali Il Ponte)
2. Occhi neri – 3:31 (Piero Fabrizi; edizioni musicali Il Ponte)
3. Fotogramma (Quelli siamo noi) – 3:53 (Ivano Fossati; edizioni musicali Il Volatore)
4. Come mi vuoi? – 3:38 (Paolo Conte; edizioni musicali Sugar Music, L'Alternativa)
5. L'assenza – 4:45 (Piero Fabrizi; edizioni musicali Il Ponte)
6. L'uccisione di Babbo Natale (feat. Francesco De Gregori) – 3:30 (Francesco De Gregori; edizioni musicali BMG Ricordi)
7. Il pescatore – 5:20 (testo: Fabrizio De André – musica: Gian Piero Reverberi, Franco Zauli e Fabrizio De André; edizioni musicali BMG Ricordi)
8. L'altra metà (Notte di guerra in Europa) – 6:10 (Piero Fabrizi; edizioni musicali Il Ponte)
9. L'uomo di polvere – 5:41 (testo: Ilaria Scala – musica: Piero Fabrizi; edizioni musicali Il Ponte)

Durata totale: 42:29

## Formazione
- Fiorella Mannoia – voce
- Pietro Cantarelli – tastiera, programmazione
- Piero Fabrizi – slide guitar, cori, programmazione, chitarra acustica ed elettrica, e-bow
- Tony Levin, Franco Testa – basso e contrabbasso
- Lele Melotti – batteria e tamburello
- Danilo Rea – pianoforte e Fender Rhodes
- Pier Michelatti – basso
- Elio Rivagli – batteria, grancassa e tamburello
- Fio Zanotti – fisarmonica
- Giovanni Boscariol – organo Hammond
- Rosario Jermano – percussioni
- Luciano Girardengo – violoncello
- Mario Arcari – oboe
- Maurizio Giammarco – sassofono soprano
- Lalla Francia, Giulia Fasolino – cori

## Classifiche
| Paese  | Posizione raggiunta |
| ------ | ------------------- |
| Italia | 2                   |

### Classifica di fine anno
| Anno | Paese  | Posizione |
| ---- | ------ | --------- |
| 2001 | Italia | 34        |

## Successo commerciale
Fragile raggiunge la seconda posizione nella classifica italiana, mantenendo la top 20 per dieci settimane, divenendo il 34º disco più venduto nel 2001. Viene certificato doppio disco di platino con oltre 200.000 copie vendute.